# Corsica Cola
Corsica Cola is een regionaal colamerk dat wordt geproduceerd op Corsica door een klein bedrijf genaamd Pietra. De cola is bestemd voor de lokale markt.
Na de introductie in mei 2003 beleefde Corsica Cola een flitsende start met dank aan een hittegolf. De voorraad was binnen twee maanden volledig verkocht. Het bedrijf beweerde alleen al op 31 december 2003 op Corsica anderhalf miljoen flesjes Corsica Cola verkocht te hebben.